# Bridal Mask
Bridal Mask (en hangul, 각시탈) es una serie de televisión histórica surcoreana emitida durante 2012 basada en el manhwa Gaksital de Huh Young Man, lanzado en 1974, que tiene lugar en Seúl de la década de 1930, durante la ocupación japonesa centrándose en un oficial de policía coreano, encargado por la policía japonesa a traicionar a su propio país y facilitar a los japoneses en la aniquilación de la rebelión coreana. En medio de su misión, comienza a luchar por la independencia, utilizando una máscara.
Es protagonizada por Joo Won recordado anteriormente por su papel en Pan, amor y sueños, Jin Se Yeon en The Duo, Park Ki Woong en The Slingshot y Han Chae Ah por su papel en Style. Fue transmitida en su país de origen por KBS 2TV desde el 30 de mayo hasta el 6 de septiembre de 2012, con una extensión de 28 episodios emitidos los miércoles y los jueves a las 21:55 (KST).

## Argumento
Los dos hermanos Lee Kang To (Joo Won) y Lee Kang San (Shin Hyun Joon) viven en Seúl, en la década de 1930, oprimidos bajo el dominio japonés. Kang To, el hermano más joven, es una estrella en ascenso en la policía y trabaja con la policía japonesa para capturar al enmascarado, un misterioso hombre que lucha por la independencia y que lleva una máscara tradicional de novia coreana. Más tarde, cuando la vida de Kang To influye negativamente en él, decide ponerse la máscara de novia para luchar contra la injusticia y los derechos en contra los japoneses durante uno de los períodos más oscuros de la historia de Corea.
Kimura Shunji (Park Ki Woong) es un agradable maestro japonés que ha venido a enseñar en Corea contra la voluntad de su padre. Es el mejor amigo de Kang To y comparte una relación de amor con su niñera coreana. También se enamora de la feroz patriota Mok Dan, una mujer que está enamorada de Kang To, en un giro que empieza a convertirlo en una persona más oscura.

## Reparto

### Personajes principales
- Joo Won como Lee Kang To / Sato Hiroshi / Lee Young:

Es un oficial de policía coreano pro-japonés odiado por sus propios compatriotas, que lo consideran un traidor en su tierra natal. Kang To es famoso por actuar sin corazón y ser desconsiderado con los sentimientos de otros. Más tarde se llega a un punto de inflexión, después de lo cual se convierte en el vigilante enmascarado conocido como Gaksital que lucha por la independencia de Corea.
- Jin Se Yeon como Oh Mok Dan / Esther / Boon Yi:

Es parte de una compañía de circo y es la hija de Damsari, un importante general del ejército de la Independencia. Su nombre real es Boon Yi, aunque también se ha referido como Esther. Cuando era una niña, ella se enamoró de un chico que le prometió estar con ella en un momento de su vida. Años después, llega a sospechar que su primer amor es el hombre detrás de la máscara, sin embargo, ella desprecia a Kang To y lo considera como su enemigo.
- Park Ki Woong como Kimura Shunji:

Kimura es el mejor amigo de Kang To y un japonés nacido en una familia prominente de Samurái, pero opta por desafiar a su padre y se convierte en un maestro de música para niños coreanos. Su primer amor es Mok Dan, a quien conocía como Ester. Debido a ciertas circunstancias, Shunji más tarde jura matar a Gaksital con sus propias manos. Su padre, Kimura Taro le da a conocer a Kishokai, en sustitución de su hermano mayor, Kenji Kimura.
- Han Chae Ah como Ueno Rie / Lara / Chae Hong Joo.

Coreana cuya familia aristocrática fue asesinada después de que se negaron a enviar apoyo monetario para el ejército de la Independencia. Huérfana, se convierte en una forma voluntaria gisaeng a la edad de nueve años, pero luego fue adoptada por un hombre japonés, que noto su profundo odio por Corea. Recibe entrenamiento militar y se convierte en una espía a cargo de la misión de matar a Gaksital. Sin darse cuenta se enamora de Lee Kang To, al que admira.

### Personajes secundarios
- Shin Hyun Joon como Lee Kang San / Lee In.
- Chun Ho-jin como Kimura Taro.
- Jeon No Min como Mok Damsari.
- Son Byong Ho como Jo Dong Ju.
- Song Ok Sook como Sra. Han.
- Lee Il Jae como Lee Seon.
- Ahn Hyung Joon como Katsuyama Jun.
- Lee Byung Joon como Shin Nan Da.
- Ahn Suk Hwan como Lee Shi Yong.
- Kim Jung Nan como Lee Hwa Kyung.
- Lee Kyung Shil como Oh Dong Nyeon.
- Kim Tae Young como Park In Sam.
- Son Yeo Eun como Um Sun Hwa.
- Seo Yun Ah como Ham Gye Soon.
- Park Joo Hyung como Kimura Kenji
- Jeon Kuk Hwan como Ueno Hideki.
- Bruce Khan como Ginpei Gato
- Kim Eung-soo como Konno Goji.
- Yoon Jin-ho como Goiso Tadanobu.
- Yoon Bong-kil como Abe Shinji.
- Ban Min Jung como Jeok Pa / Anna.
- Ji Seo Yun como Tasha.
- Baek Jae Jin como Director Bong.
- Choi Dae Hoon como Lee Hae Suk / Minami Tamao.
- Bang Joong Hyun como Park Sung Mo.
- Jang Joon Yoo como Merry.
- Kim Young-hoon como Camarada Park.
- Lee Jae Won como No Sang Yeop.
- Kim Kyu Chul como Woo Byung Joon.
- Ko In Beom como Jo Young Geun.
- Kwon Tae Won como Choi Myung Sub.
- Kim Bang Won como Kim Deuk Soo.
- Jeon Hyun como Baek Gun.
- Kim Myung Gon como Yang Baek.
- Park Sung Woong como Dong Jin.
- Choi Woong como Kagawa Teruyuki.
- Choi Dae-chul como Reportero Song.

## Recepción

### Audiencia
En azul la audiencia más baja y en rojo la más alta, correspondientes a las empresas medidoras TNms y AGB Nielsen.
| Ep. #    | Fecha de estreno        | Share                     | Share                     | Share       | Share       |
| Ep. #    | Fecha de estreno        | TNmS Índices de audiencia | TNmS Índices de audiencia | AGB Nielsen | AGB Nielsen |
| Ep. #    | Fecha de estreno        | Nacional                  | Seúl                      | Nacional    | Seúl        |
| -------- | ----------------------- | ------------------------- | ------------------------- | ----------- | ----------- |
| 1        | 30 de mayo de 2012      | 12.6 %                    | 12.8 %                    | 12.7 %      | 13.3 %      |
| 2        | 31 de mayo de 2012      | 12.4 %                    | 13.3 %                    | 12.4 %      | 12.9 %      |
| 3        | 6 de junio de 2012      | 13.3 %                    | 14.5 %                    | 13.6 %      | 13.9 %      |
| 4        | 7 de junio de 2012      | 14.8 %                    | 14.9 %                    | 15.6 %      | 16.7 %      |
| 5        | 13 de junio de 2012     | 13.8 %                    | 14.1 %                    | 14.5 %      | 15.4 %      |
| 6        | 14 de junio de 2012     | 15.5 %                    | 16.3 %                    | 15.0 %      | 15.7 %      |
| 7        | 20 de junio de 2012     | 15.3 %                    | 15.5 %                    | 15.5 %      | 16.5 %      |
| 8        | 21 de junio de 2012     | 15.4 %                    | 15.0 %                    | 15.5 %      | 16.3 %      |
| 9        | 27 de junio de 2012     | 14.7 %                    | 13.9 %                    | 14.8 %      | 15.2 %      |
| 10       | 28 de junio de 2012     | 15.9 %                    | 15.3 %                    | 14.6 %      | 15.0 %      |
| 11       | 4 de julio de 2012      | 17.6 %                    | 17.2 %                    | 14.8 %      | 15.8 %      |
| 12       | 5 de julio de 2012      | 16.5 %                    | 15.6 %                    | 14.0 %      | 14.0 %      |
| 13       | 11 de julio de 2012     | 16.7 %                    | 15.6 %                    | 14.4 %      | 14.4 %      |
| 14       | 12 de julio de 2012     | 17.3 %                    | 16.3 %                    | 16.3 %      | 17.5 %      |
| 15       | 18 de julio de 2012     | 17.2 %                    | 16.8 %                    | 15.2 %      | 16.7 %      |
| 16       | 19 de julio de 2012     | 18.1 %                    | 17.3 %                    | 16.8 %      | 18.2 %      |
| 17       | 25 de julio de 2012     | 16.7 %                    | 16.8 %                    | 15.6 %      | 16.3 %      |
| 18       | 1 de agosto de 2012     | 16.9 %                    | 16.3 %                    | 18.0 %      | 18.2 %      |
| 19       | 8 de agosto de 2012     | 19.3 %                    | 18.8 %                    | 18.3 %      | 18.2 %      |
| 20       | 9 de agosto de 2012     | 20.6 %                    | 20.6 %                    | 19.5 %      | 19.8 %      |
| 21       | 15 de agosto de 2012    | 22.6 %                    | 23.1 %                    | 19.4 %      | 18.8 %      |
| 22       | 16 de agosto de 2012    | 21.9 %                    | 22.4 %                    | 19.7 %      | 19.5 %      |
| 23       | 22 de agosto de 2012    | 22.2 %                    | 22.4 %                    | 19.8 %      | 19.5 %      |
| 24       | 23 de agosto de 2012    | 22.3 %                    | 22.9 %                    | 20.3 %      | 20.2 %      |
| 25       | 29 de agosto de 2012    | 19.4 %                    | 19.4 %                    | 20.4 %      | 20.6 %      |
| 26       | 30 de agosto de 2012    | 22.8 %                    | 22.9 %                    | 21.4 %      | 21.7 %      |
| 27       | 5 de septiembre de 2012 | 24.3 %                    | 26.1 %                    | 21.5 %      | 21.9 %      |
| 28       | 6 de septiembre de 2012 | 27.3 %                    | 27.7 %                    | 22.9 %      | 23.2 %      |
| Promedio | Promedio                | 18.0 %                    | 18.0 %                    | 16.9 %      | 17.3 %      |

## Emisión internacional
- Tailandia: Workpoint TV (2015).[7]
- Taiwán: EBC (2013).[8]
- Vietnam: HTV2 y VTVcab1 (2013).[9][10]